# Casamarciano
Casamarciano község (comune) Olaszország Campania régiójában, Nápoly megyében.

## Fekvése
Nápolytól 6 km-re északkeletre fekszik. Határai: Avella, Cimitile, Comiziano, Nola, Tufino és Visciano.

## Története
Casamarciano alapításáról keveset tudni. Római írások említést tesznek egy bizonyos Martianusról, aki Campania felix területén élt Kr. u. 83-ban és aki hírnevét kegyetlen módszereinek köszönheti, amelyekkel a keresztényeket kivégeztette. A legendák szerint Szent Félix püspököt is ő kínoztatta meg, majd oroszlánok elé vette, de ezek nem merték megközelíteni a szentet. Ezt látva, Martianus elrendelte, hogy katonái a püspököt égessék el. Casamarciano neve eredetének egy másik magyarázata, hogy a településen egy Mars tiszteletére emelt templom állt (Casa Martiana). A középkor során ez a vidék Nola fennhatósága alatt volt. Önálló településsé Joachim Murat területrendezési reformjainak következtében vált és 1927-ig Caserta megye része volt.

## Népessége
A népesség számának alakulása:

## Főbb látnivalói
- Santa Maria del Plesco-templom
- San Clemente-templom